# 罗伯特·普罗西内奇基
罗伯特·普罗西内奇基（1969年1月12日—），前克羅地亞足球員，司職中場。
普罗辛内茨基出生於德國的一個南斯拉夫裔家庭，其後舉家遷回南斯拉夫。他於萨格勒布迪纳摩展開球員生涯，其後轉往南斯拉夫班霸貝爾格萊德紅星，曾協助球隊贏得1991年歐洲冠軍球會盃。當時他司職中場，以細膩的個人技術嶄露頭角。
1991年開始轉戰西歐，最先一站乃西班牙超級球會皇家馬德里，之後一直都是在西班牙球會效力，包括奧維耶多、巴塞羅那和塞維利亞。1997年他重返克羅地亞聯賽效力，但仍收到不少西歐球會的斟介。
普辛尼基早在1987年代表過南斯拉夫國家隊出賽，曾於1987年世青杯被評為大會最佳球員，也曾代表國家隊出戰1990年世界杯，並成為該屆最佳年輕球員。其後南斯拉夫內戰，分裂出克羅地亞，普辛尼基選擇代表克羅地亞國家隊出賽，正式大賽則要到1996年歐洲國家杯才再次參戰。1998年世界杯克羅地亞取得季軍，當屆普辛尼基在六場比賽中貢獻了兩個入球。由於之前他曾代表南斯拉夫出賽，故成為目前唯一球員能代表兩個國家出賽世界杯並取得入球。
2001年他再次出國，投效英格蘭小型球會朴茨茅斯。效力期間協助樸茨茅夫升上英超。由於他對球隊中場控制起了關鍵作用，他獲樸茨茅夫延長合約，至2006年夏季為止。
普辛尼基於2006年末退役，退役後进入克罗地亚国家队教练组。此外，他还在克羅地亞首都薩格勒布開了一家酒吧，